# Tabassum Adnan
Tabassum Adnan, född 1979 är en pakistansk människorättsaktivist med fokus på kvinnors rättigheter i Pakistan.
Adnan växte upp i Swat, Pakistan och blev som 13-åring bortgift. Efter 20 år i ett äktenskap präglat av misshandel och övergrepp tog hon ut skilsmässa från sin make. Detta ledde till att hon förlorade sina barn, sitt hem och alla sina tillgångar och blev utstött. Adnan startade då Khwendo Jirga som innebar att kvinnor organiserade sig i ett slags råd, för att hjälpa utsatta kvinnor i samma situation som Adnan. Rådet kom även att bevaka andra frågor som handlar om kvinnors rättigheter och var det första jirga som enbart bestod av kvinnor. 
År 2015 tilldelades Adnan International Women of Courage Award och år 2016 fick hon Nelson Mandela Award för sitt arbete.